# 黑口慈脂鯉
黑口慈脂鯉，為輻鰭魚綱脂鯉目脂鯉亞目脂鯉科的其中一個種。分布於南美洲巴拉圭河及马代拉河流域，體長可達11.5公分，棲息在泥底質的淺水溪流，生活習性不明。